# Partinico
Partinico é uma comuna italiana da região da Sicília, província de Palermo, com cerca de 30.604 habitantes. Estende-se por uma área de 110 km², tendo uma densidade populacional de 278 hab/km². Faz fronteira com Alcamo (TP), Balestrate, Borgetto, Carini, Giardinello, Monreale, Terrasini, Trappeto.

## Demografia
| Variação demográfica do município entre 1861 e 2011                               |
|                                                                                   |
| Fonte: Istituto Nazionale di Statistica (ISTAT) - Elaboração gráfica da Wikipedia |